# Inúbia Paulista (kommun)
Inúbia Paulista är en kommun i Brasilien.   Den ligger i delstaten São Paulo, i den södra delen av landet, 700 km söder om huvudstaden Brasília. Antalet invånare är 3 630.
Följande samhällen finns i Inúbia Paulista:
- Inúbia Paulista

Omgivningarna runt Inúbia Paulista är huvudsakligen savann. Runt Inúbia Paulista är det ganska tätbefolkat, med 104 invånare per kvadratkilometer.